# Jerzy Ziomek
Jerzy Ziomek (ur. 7 sierpnia 1924 w Dąbrowie Górniczej, zm. 13 października 1990 w Puszczykowie) – polski historyk literatury, badacz literatury Odrodzenia i Oświecenia, zajmujący się także teorią literatury.

## Życiorys
Był synem Mieczysława Ziomka i Marii Ziomek, z d. Szetler. Okres II wojny światowej spędził w Dąbrowie Górniczej. Po zakończeniu wojny był uczniem I Liceum Ogólnokształcącego im. Waleriana Łukasińskiego w Dąbrowie Górniczej, egzamin maturalny zdał w 1946. Następnie rozpoczął na Uniwersytecie Wrocławskim studia polonistyczne, które ukończył w 1950. Już w 1947 opublikował pierwszy artykuł naukowy (Cytat literacki w „Trylogii” Henryka Sienkiewicza – w Pamiętniku Literackim), od 1948 pracował na macierzystej uczelni oraz Pracowni Oświecenia Instytutu Badań Literackich PAN. W 1951 obronił pracę doktorską Publicystyka „Kuźnicy Kołłątajowskiej” napisaną pod kierunkiem Tadeusza Mikulskiego, od 1952 pracował na UWr jako adiunkt. W 1953 został przeniesiony służbowo na Uniwersytet Poznański (później im. Adama Mickiewicza w Poznaniu) został zatrudniony jako zastępca profesora, w 1954 jako docent, w latach 1954–1956 był prodziekanem Wydziału Filologicznego. W latach 1960–1969 kierował Katedrą Literatury Polskiej, w latach 1961–1965 był dziekanem Wydziału Filologicznego UAM. W 1965 otrzymał tytuł profesora nadzwyczajnego. Od 1969 kierował założonym przez siebie Zakładem Teorii Literatury (od 1988 Katedrą Teorii Literatury). 23 sierpnia 1980 roku dołączył do apelu 64 uczonych, pisarzy i publicystów do władz komunistycznych o podjęcie dialogu ze strajkującymi robotnikami. W 1983 został profesorem zwyczajnym.
Ściśle współpracował z Instytutem Badań Literackich PAN, był m.in. kierownikiem Pracowni Historii Literatury Polskiej XVI w. (1968–1970), był także kierownikiem literackim Lubuskiego Teatru im. L. Kruczkowskiego w Zielonej Górze (1967–1971) i kierownikiem literackim Teatru Nowego w Poznaniu (1972–1973). W latach 1963–1964 był redaktorem naczelnym pisma Proscenium, w latach 1968–1969 pisma Zeszyty Teatralne.
Był członkiem Związku Niezależnej Młodzieży Socjalistycznej (1946–1948), Związku Akademickiej Młodzieży Polskiej (1948–1950) i Polskiej Zjednoczonej Partii Robotniczej (od 1951).
Odznaczony m.in.: Złotym Krzyżem Zasługi (1954), Krzyżem Kawalerskim Orderu Odrodzenia Polski (1976) i Medalem Komisji Edukacji Narodowej (1976).
Został pochowany na Cmentarzu Junikowo w Poznaniu.

## Twórczość
- Hugo Kołłątaj (1949)
- Jan Kochanowski. Rekonesans (1953)
- Wizerunki polskich pisarzy katolickich. Szkice i polemiki (1964)
- Kazimierz Brandys (1964)
- Renesans (1973) – w serii Historia literatury polskiej IBL PAN, jedenaście wydań do 2019, w tym liczne dodruki wydania 11
- Powinowactwa literatury. Studia i szkice (1980)
- Literatura Odrodzenia (1987) – w serii Dzieje Literatury Polskiej. Synteza uniwersytecka, trzy wydania do 1999
- Retoryka opisowa (1990)
- Prace ostatnie. Literatura i nauka (1994)
- Rzeczy komiczne (2000)

Dla serii Biblioteka Narodowa przygotował Wybór pism Biernata z Lublina (1954) i Psałterz Dawidów Jana Kochanowskiego (1960). Był także redaktorem serii Dzieje Literatury Polskiej. Synteza uniwersytecka